# سيمون إس. كوك
سيمون إس. كوك هو سياسي كندي، ولد في 15 سبتمبر 1831 في ساوث دونداس في كندا، وتوفي في 15 مايو 1892. حزبياً، نشط في الحزب الليبرالي في أونتاريو ‏. وقد انتخب عضو برلمان مقاطعة أونتاريو.